# 해초강
해초강(海鞘綱)은 피낭동물 분류군의 하나이다. 평생 바다의 한 곳에 달라붙어 산다. 자웅동체로 체외 수정을 한다. 잘 알려진 것으로 멍게류와 미더덕 등이 있다.

## 하위 목
- 무관해초목 (Aplousobranchia)
- 편새해초목 (Phlebobranchia)
- 강새해초목 (Stolidobranchia)